# Lúky pod Ukorovou
Lúky pod Ukorovou este o arie protejată (arie specială de conservare — SAC, sit de importanță comunitară — SCI) din Slovacia întinsă pe o suprafață de 12,13 ha, integral pe uscat.

## Localizare
Centrul sitului Lúky pod Ukorovou este situat la coordonatele 48°41′56″N 20°07′53″E / 48.698898°N 20.131292°E.

## Înființare
Situl Lúky pod Ukorovou a fost declarat sit de importanță comunitară în aprilie 2004 pentru a proteja 3 specii de animale. Situl a fost protejat și ca arie specială de conservare în martie 2004.

## Biodiversitate
Situată în ecoregiunea alpină, aria protejată conține 2 habitate naturale: Liziere de ierburi înalte hidrofile de câmpie și de nivel montan până la alpin, Fânețe de joasă altitudine (Alopecurus pratensis, Sanguisorba officinalis).
La baza desemnării sitului se află mai multe specii protejate:
- amfibieni (2): izvoraș-cu-burta-galbenă (Bombina variegata), triton cu creastă (Triturus cristatus)
- nevertebrate (1): Maculinea teleius

Pe lângă speciile protejate, pe teritoriul sitului au mai fost identificate 6 specii de plante, 3 specii de amfibieni, 2 specii de mamifere, 2 specii de reptile.